# Tennis ai Giochi della XXIV Olimpiade
Le gare di tennis dei Giochi della XXIV Olimpiade si sono svolte tra il 20 ed il 1º ottobre 1988 all'Olympic Tennis Courts di Seul. Sono state assegnate medaglie nelle seguenti specialità:
- singolare maschile
- singolare femminile
- doppio maschile
- doppio femminile

## Podi

### Uomini

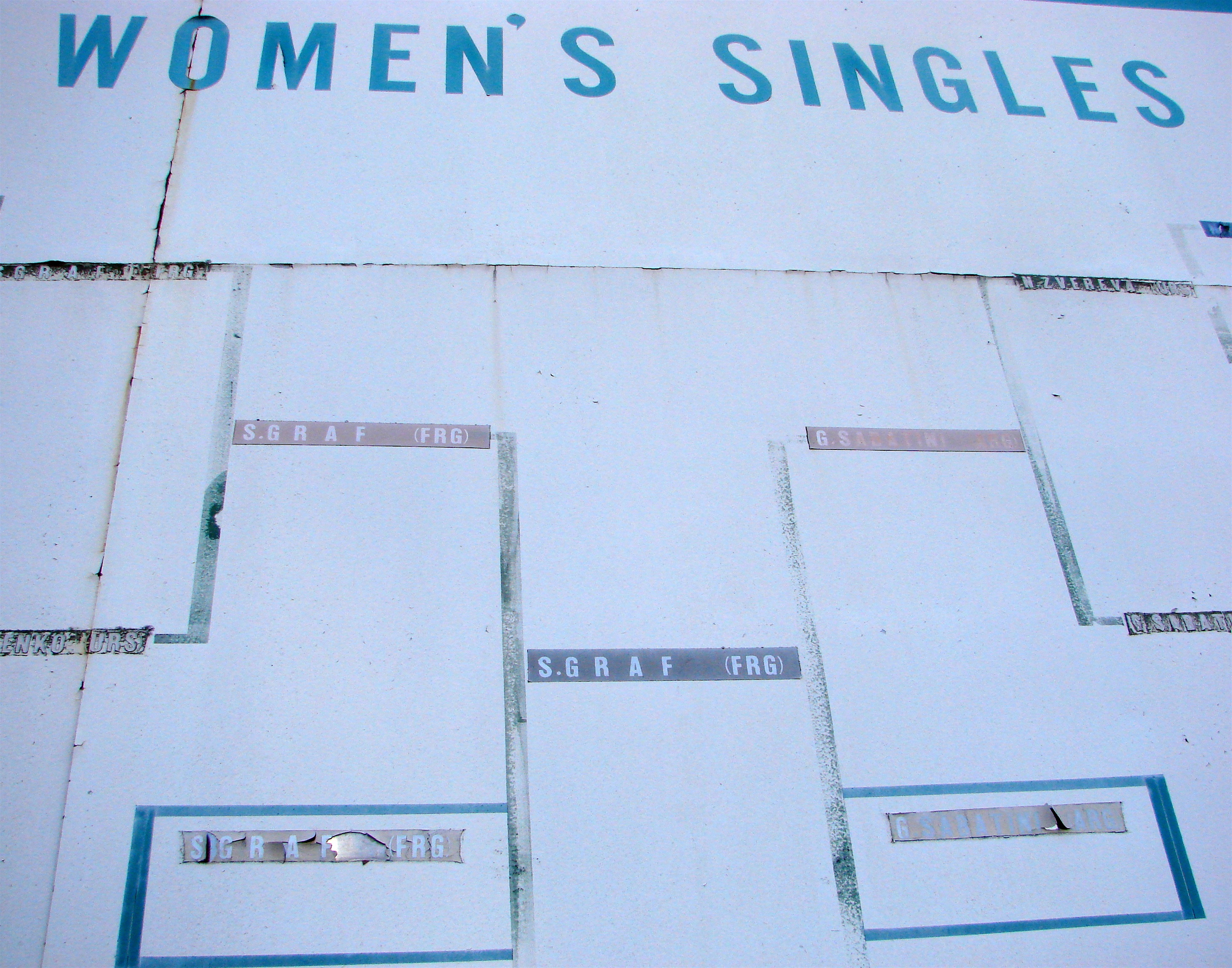
Il tabellone del singolare femminile fotografato nel 2006

| Evento                        | Oro                                 | Argento                            | Bronzo                                      |
| Singolare maschile (dettagli) | Miloslav Mečíř                      | Tim Mayotte                        | Stefan Edberg Brad Gilbert                  |
| Doppio maschile (dettagli)    | Stati Uniti Ken Flach Robert Seguso | Spagna Emilio Sánchez Sergio Casal | Cecoslovacchia Miloslav Mečíř Milan Šrejber |
| Doppio maschile (dettagli)    | Stati Uniti Ken Flach Robert Seguso | Spagna Emilio Sánchez Sergio Casal | Svezia Stefan Edberg Anders Järryd          |

### Donne
| Evento                         | Oro                                   | Argento                                   | Bronzo                                          |
| Singolare femminile (dettagli) | Steffi Graf                           | Gabriela Sabatini                         | Zina Garrison Manuela Maleeva                   |
| Doppio femminile (dettagli)    | Stati Uniti Pam Shriver Zina Garrison | Cecoslovacchia Jana Novotná Helena Suková | Australia Elizabeth Smylie Wendy Turnbull       |
| Doppio femminile (dettagli)    | Stati Uniti Pam Shriver Zina Garrison | Cecoslovacchia Jana Novotná Helena Suková | Germania Ovest Steffi Graf Claudia Kohde Kilsch |

## Medagliere
| Posizione | Paese          |   |   |   | Totale |
| --------- | -------------- | - | - | - | ------ |
| 1         | Stati Uniti    | 2 | 1 | 2 | 5      |
| 2         | Cecoslovacchia | 1 | 1 | 1 | 3      |
| 3         | Germania Ovest | 1 | 0 | 1 | 1      |
| 4         | Argentina      | 0 | 1 | 0 | 1      |
| 4         | Spagna         | 0 | 1 | 0 | 1      |
| 6         | Svezia         | 0 | 0 | 2 | 2      |
| 7         | Australia      | 0 | 0 | 1 | 1      |
| 7         | Bulgaria       | 0 | 0 | 1 | 1      |
| Totale    | Totale         | 4 | 4 | 8 | 15     |